# Antropologia mèdica
L'antropologia mèdica és un subcamp de l'antropologia social o cultural. Des del 1963 serveix d'etiqueta identificativa de la investigació empírica i la producció de teoria per part dels antropòlegs sobre els processos socials i les representacions culturals de la salut, la malaltia i les pràctiques d'atenció o assistència que s'hi relacionen. A Espanya s'han utilitzat, a més, les denominacions, antropologia de la medicina, antropologia de la salut o antropologia de la malaltia.
A Europa, el terme antropologia mèdica es va fer servir a la dècada del 1940 per designar els estudis filosòfics sobre el cos, la salut i la malaltia, com a traducció del terme neerlandès medische anthropologie, encunyat al segle xix.

## Antecedents
Les relacions entre l'antropologia, la medicina i la pràctica mèdica són antigues i ben documentades. La medicina va utilitzar fins a finals del segle xix tècniques de camp qualitatives, va practicar l'observació participant i va produir molta etnografia, ja que formava també part de la seva pràctica. L'antropologia general ocupava una posició rellevant en les ciències mèdiques bàsiques (que correspon a les assignatures comunament anomenades preclíniques).
A mesura que la medicina va anar tancant l'educació mèdica a l'hospital i va adoptar una actitud reticent enfront de l'empirisme dels metges en la seva pràctica quotidiana entre la gent, i assumia la medicina experimental a l'hospital i al laboratori com la font bàsica de coneixement, els metges van anar deixant l'etnografia en desús. Aquest abandó s'efectua quan l'antropologia social adopta l'etnografia com un dels seus senyals d'identitat professionals i abandonà el projecte inicial d'antropologia general. La divergència entre l'antropologia professional i la medicina no va significar mai una escissió completa entre ambdues. Durant el segle XX són constants les relacions interdisciplinàries, fins a arribar a la constitució de l'antropologia mèdica durant els anys seixanta i setanta.

## Medicina popular i sistemes mèdics
Durant bona part del segle xx, metges i antropòlegs han compartit la noció de medicina popular, tradicional o folk -en anglès, folkmedicine. Amb aquest concepte mèdic, antropòlegs i metges antropòlegs volien descriure els recursos que la pagesia europea o llatinoamericana utilitzava per resoldre els problemes sanitaris al marge del personal mèdic. També designava les pràctiques de salut dels aborígens en diferents parts del món, amb un especial èmfasi en els coneixements etnobotànics, fonamentals per aïllar alcaloides i principis actius farmacològics. Igualment, el concepte es referia a l'estudi de les dimensions rituals de les terapèutiques populars, que servien per discutir, a Occident, tant les relacions entre ciència i religió com les categories psicopatològiques. Els metges no pretenien, amb el concepte de medicina popular, construir un concepte antropològic, sinó un concepte mèdic que els fos útil per establir, amb bases científiques, els límits culturals de la biomedicina.

### Medicina popular
El concepte de medicina popular (folkmedicine) va ser incorporat també pels antropòlegs professionals de la primera meitat del segle XX amb la intenció d'establir el límit entre pràctiques màgiques, medicina i religió, i explorar el paper i el significat dels guaridors populars (medicine man, curanderos, sanadores, etc.) i de les seves pràctiques d'automedicació. La medicina popular era per a ells un tret cultural particular específic d'alguns grups humans diferent de les pràctiques universals de la biomedicina. Si cada cultura tenia la seva medicina específica, i es configurava a partir dels trets culturals generals d'aquesta societat, podia proposar-se l'existència de tants sistemes mèdics com cultures i desenvolupar-ne un estudi comparatiu. Els sistemes mèdics de les societats aborígens en què no podien demostrar-se els trets sincrètics de la medicina popular europea es van anomenar medicines primitives o pretècniques, segons que es fes referència als aborígens actuals o a les cultures anteriors a la Grècia clàssica. Les que disposen d'un corpus documental com la tibetana, la tradicional xinesa o l'ayurvèdica són anomenades, de vegades, medicines sistemàtiques. L'estudi comparatiu dels sistemes mèdics rep el nom d'etnomedicina, o etnopsiquiatria si l'estudi fa referència a la psicopatologia.

### Sistemes mèdics
Els sistemes mèdics són, segons aquesta concepció, el producte específic de la història cultural de cada grup ètnic. La medicina científica és un sistema mèdic més, i per això és una forma cultural que pot estudiar-se com a tal. Aquesta posició, pròpia del relativisme cultural sostingut per l'antropologia cultural, va permetre el debat amb la medicina i la psiquiatria entorn d'algunes qüestions fonamentals:
1. El debat entorn de la influència relativa dels factors genotípics i fenotípics en relació amb la personalitat i determinades formes de patologia, especialment psiquiàtrica i psicosomàtica.
2. La discussió sobre la influència de la cultura en el que es considera normal, patològic o anormal.
3. La verificació en distintes cultures de la universalitat de les categories nosològiques de la biomedicina i de la psiquiatria.
4. La identificació i descripció de malalties pròpies de cultures específiques prèviament no descrites per la clínica: els anomenats trastorns ètnics (ethnic disorders), i més recentment síndromes delimitades culturalment (culture bound syndroms), com el mal d'ull o el tarantisme en els camperols europeus, la possessió i els estats de trànsit en moltes cultures, i l'anorèxia nerviosa, els nervis o la síndrome premenstrual en les societats occidentals.

Des de finals del segle xx, els antropòlegs mèdics treballen amb una concepció molt més sofisticada de la problemàtica de les representacions culturals i les pràctiques socials relatives a la salut, la malaltia i les pràctiques d'assistència o atenció, enteses com un universal que adopta formes locals molt diverses que s'articulen en processos transaccionals. L'enllaç al final d'aquesta pàgina té la voluntat d'oferir un panorama ample de les posicions actuals de l'antropologia mèdica a partir d'un recull de bibliografia bàsica en llengües llatines.

## Antropologia mèdica aplicada
Als Estats Units, Canadà, Mèxic i Brasil la col·laboració entre l'antropologia i la medicina va tenir a veure inicialment amb el desplegament dels programes de salut comunitària en minories ètniques i culturals i amb l'avaluació etnogràfica i qualitativa d'institucions sanitàries (hospitals, manicomis i serveis d'atenció primària). En el primer cas es tractava de resoldre els problemes d'implantació de l'oferta de serveis en un mosaic de grups ètnics complex; en el segon, d'analitzar els conflictes interestamentals dins les institucions: especialment entre metges, personal d'infermeria, personal auxiliar i personal d'administracions que tenien efectes indesitjables en la seva reorganització administrativa i en els seus objectius institucionals. Els reports etnogràfics van demostrar que les crisis interestamentals tenien efectes directes en els criteris terapèutics i en l'atenció als malalts. També van aportar nous criteris metodològics per avaluar les noves institucions producte de les reformes i experiments assistencials, com les comunitats terapèutiques.
L'evidència etnogràfica va sustentar les crítiques al custodialisme institucional i va contribuir de manera decisiva a les polítiques de desinstitucionalització de l'assistència psiquiàtrica i social en general. En alguns països, com Itàlia, van replantejar les directrius en educació i promoció per a la salut.
Les respostes empíriques a aquestes qüestions van motivar la incorporació d'antropòlegs en programes de salut comunitària i internacional en països en via de desenvolupament, en l'avaluació de la influència de variables socials i culturals en l'epidemiologia de certes formes de patologia psiquiàtrica (psiquiatria transcultural), en estudis sobre les resistències culturals a la implantació d'innovacions terapèutiques i assistencials, i en estudis sobre guaridors tradicionals, curanderos i llevadores empíriques susceptibles de ser reciclats com a agents de salut (els anomenats metges descalços).

### Problemes de la biomedicina
També des dels anys seixanta, als països desenvolupats, la biomedicina es veu confrontada a una sèrie de problemes que exigeixen revisar els anomenats erròniament factors predisposadors de naturalesa social o cultural, reduïts a meres variables en protocols quantitatius i subordinats a interpretacions causals de matriu biològica o genètica. Entre aquests cal destacar:
1. La transició entre un patró dominant de patologia infectocontagiosa aguda a un patró de patologia basat en malalties cronicodegeneratives sense una terapèutica etiològica específica.
2. L'emergència de la necessitat de desenvolupar dispositius i estratègies de cures de llarga durada, enfront d'intervencions terapèutiques incisives.
3. La influència de conceptes com la qualitat de vida en relació amb els criteris terapèutics clàssics en biomedicina.

A això s'uneixen els problemes associats al desplegament de dispositius sanitaris comunitaris que evolucionen, des d'una primera fase en què són percebuts com a instruments de lluita contra les desigualtats d'accés als serveis de salut, a una nova situació en què, un cop desplegada una oferta integral a la població, emergeixen problemes derivats de les diferències ètniques, culturals, religioses, de grups d'edat, gènere o classe social.
Si el primer s'associa al desplegament dels dispositius d'atenció comunitària, un altre efecte es produeix quan se'n planteja el desmantellament amb la devolució als particulars de competències sobre aquest punt.
En tots aquests àmbits, investigacions etnogràfiques de caràcter qualitatiu i local són indispensables per comprendre com els pacients i les seves xarxes socials incorporen el coneixement sobre salut i malaltia, en un context en què la seva experiència està matisada per influències culturals complexes, derivades de les característiques de les relacions socials en les societats avançades i del pes dels mitjans de comunicació social, especialment dels audiovisuals i de la publicitat.

## Agenda de l'antropologia mèdica
Actualment la investigació en antropologia mèdica és una de les que més creix en el conjunt de l'antropologia, i s'observen fins i tot processos d'especialització interns molt importants. Per això qualsevol agenda sempre és discutible. En general podem considerar que hi ha cinc àmbits bàsics:
1. El desenvolupament dels sistemes de coneixement mèdic i d'assistència mèdica.
2. Les relacions entre el metge i el pacient.
3. La integració de sistemes alternatius mèdics en ambients culturalment diversos.
4. Les interaccions entre factors biològics, ambientals i socials que influeixen en salut i malaltia, tant en el pla de l'individu com en el de la comunitat.
5. Els impactes de biomedicina i tecnologies biomèdiques en ajustos no occidentals.

S'exclouen camps tan importants com la psiquiatria cultural, transcultural o etnopsiquiatria, que són camps clínics que tenen connexions amb l'antropologia mèdica en l'esfera de la metodologia d'investigació o de la producció de teoria.

## L'Antropologia mèdica a Catalunya
En llengua catalana, foren els folkloristes de finals del segle xix com Oleguer Miró i Borràs els primers que van interessar-se per establir registres etnogràfics de pràctiques populars relacionades amb la salut, la malaltia i l'atenció. En castellà, els metges catalans, entre el segle xviii i el XX van escriure topografies mèdiques, sobre uns dos-cents municipis catalans, la major part dels quals estan dipositats a la Reial Acadèmia de Medicina de Barcelona o a la Biblioteca de Catalunya. Són estudis basats en una matriu de dades procedent dels escrits hipocràtics i són avui una interesantíssima font etnogràfica sobre la vida de les classes populars que va ser estuiada a casa nostra pel geògraf Luis Urteaga i pels antropòlegs Cristina Larrea i Llorenç Prats de la UB.
El desenvolupament acadèmic de l'antropologia mèdica catalana ha estat més modern. El nostre referent internacional més important és Lluís Mallart (Barcelona, 1932), que feu un treball de camp intensiu entre els anys 1960 i els noranta al Sud del Camerun, entre els grups beti. Professor a la Universitat de Nanterre- Paris X va fundar la Maitrise d'Anthropologie médicale una de les primeres a Europa i en fou el Director. La seva recerca s'inscrigué inicialment dins el desenvolupament de l'antropologia mèdica francesa. Tornat a Catalunya als primers noranta va publicar "Sóc fill dels Evuzok" (Barcelona, La Campana) una autoetnografia modèlica sobre la seva iniciació com antropòleg mèdic, i recentment una síntesi de la seva obra etnogràfica a Lluis Mallart (2008) El sistema mèdic d'una societat africana (I i II) Els evuzok del Camerun. Barcelona: Institut d'Estudis Catalans. Aquesta darrera obra que revisa quaranta anys de treball etnogràfic, enllaça amb la millor tradició de l'antropologia internacional del s.XX. És sens dubte la més important aportació dels antropòlegs catalans a l'estudi d'una societat no europea.
A Catalunya, l'antropologia mèdica té el seu punt de partida en les Primeres Jornades d'Antropologia de la Medicina de Tarragona, organitzades pels antropòlegs de l'aleshores Facultat de Filosofia i Lletres de Tarragona de la Universitat de Barcelona. Ja com Universitat Rovira i Virgili, el 1991 hi constituirien el Departament d'Antropologia, Filosofia i Treball Social, dins el qual s'impartiria el primer Màster d'Antropologia de la Medicina de l'Estat (1994-2000), la primera formació doctoral (Doctorat d'Antropologia de la Medicina 1996-2007, amb menció de qualitat), i des de 2006 imparteix un Màster oficial en Antropologia mèdica i salut internacional i un Doctorat. Aquesta institució organitza anualment un col·loqui de caràcter internacional.

### En català
- Barona, Josep L., Comp. (1994) Malaltia i Cultura. València, Seminari d'Estudis sobre la Ciència.
- Boixareu, Rosa, ed. (2003) De l'Antropologia filosòfica a l'Antropologia de la Salut. Barcelona, Fundació Blanquerna.
- Comas d'Argemir, Dolors; Bodoque, Yolanda; Ferreres, Silvia; Roca i Girona, Jordi (1990) Vides de dona. Treball, familia i sociabilitat entre les dones de classes populars (1900-1960). Barcelona, Alta-Fulla. Fundació Serveis de Cultura Popular.
- Comelles, Josep M., Comp. (1984) Antropologia i Salut. Salut i Societat. Seminari 2. Barcelona, Fundació Caixa de Pensions.
- Díaz, Aurelio; Barruti, Mila; Doncel, Concha (1992) Les línies de l'èxit? Naturalesa i extensió del consum de cocaïna a Barcelona. Barcelona, ICESB / Ajuntament de Barcelona.
- Mallart Guimerà, Lluís (1992) Sóc fill dels Evuzok. La vida d'un antropòleg al Camerun. Barcelona, La Campana.
- Lluis Mallart (2008) El sistema mèdic d'una societat africana (I i II) Els evuzok del Camerun. Barcelona: Institut d'Estudis Catalans.
- Martí Pérez, Josep (1992) La medicina popular catalana. Barcelona, Labor.
- Pallarès, Joan (1995) La dolça punxada de l'escorpí. Antropologia dels ionquis i de l'heroïna a Catalunya. Lleida, Pagès Editors.
- Prats i Canals, Llorenç (1996) La Catalunya rància. Les condicions de vida materials de les classes populars a la Catalunya de la Restauració segons les Topografies mèdiques. Barcelona, Alta-Fulla.
- Puigdengolas, M.; Miranda, R. (1978) La medicina popular. Conèixer Catalunya. Barcelona, Dopesa.

### En altres idiomes
- Aguirre Beltran, G. (1986) Antropologia Médica. México, La Casa Chata.
- Albretch GL, Fitzpatrick R Scrimshaw S, (2000) Handbook of Social Studies in Health and Medicine. London, Sage.
- Anderson, Robert (1996) Magic, Science and Health. The Aims and the Achievements of Medical Anthropology. Fort Worth, Harcourt Brace.
- Baer, Hans, Singer, Merrill, & Susser, Ida (2003)Medical Anthropology and the World System. Westport, CT, Praeger.
- Boixareu, RM (ed.) (2008) De la antropología filosófica a la antropología de la salud. Barcelona, Herder.
- Brown PJ, ed.(1998) Understanding and Applying Medical Anthropology. Mountain View.
- Comelles, Josep M.; Dongen, Els van (eds.) (2002). Themes in Medical Anthropology. Perugia: Fondazione Angelo Celli Argo.
- Comelles, J.M. & Martínez-Hernáez, A. 1993 Enfermedad, sociedad y cultura. Madrid: Eudema.
- Dongen, Els; Comelles, Josep M. (2001). Medical Anthropology and Anthropology. Perugia: Fondazione Angelo Celli Argo.
- Ember; Carol (ed.) 2004 Encyclopedia of Medical Anthropology : Health and Illness in the World's Cultures New York: Springer, 2004.
- Geest, Sjaak van der; Rienks, Ari (1998) The Art of Medical Anthropology. Readings. Amsterdam, Het Spinhuis. Universiteit van Amsterdam.
- Good, Byron, Michael M. J. Fischer, Sarah S. Willen, Mary-Jo DelVecchio Good (Editors) 2010 A Reader in Medical Anthropology: Theoretical Trajectories, Emergent Realities
- Gray, A y Seale, C (eds.) (2001) Health and disease: a reader. Buckingham-Philadelphia, PA, Open University Press.
- Hahn, Robert A. and Marcia Inhorn (eds.) 2010 Anthropology and Public Health, Second Edition: Bridging Differences in Culture and Society. Oxford University Press.
- Helman, Cecil (1994) Culture Health and Illness. An Introduction for Health Professionals. London: Butterworth-Heinemann (new Fifth ed.).
- Janzen JM (2002) The Social Fabric of Health. An Introduction to MedicalAnthropology, New York, McGraw-Hill.
- Johnson, Thomas; Sargent, C. (comps.) (1992), Medical Anthropology. Contemporary Theory and Method (reedition as Sargent i Johnson, 1996) Westport, Praeger.
- Lock, M & inh-Kim Nguyen (2010) An Anthropology of Biomedicine, Wiley-Blackwell.
- Loustaunan MO, Sobo EJ. (1997) The Cultural Context of Health, Illness and Medicine. Westport, Conn.: Bergin & Garvey.
- Martínez-Hernáez, A. (2008) Antropología médica. Teorías sobre la cultura, el poder y la enfermedad. Barcelona: Anthropos.
- Menéndez, Eduardo L. (2002) La parte negada de la cultura. Relativismo, diferencias y racismo. Barcelona: Bellaterra.
- Pool, R and Geissler, W. (2005). Medical Anthropology. Buckingham: Open University Press.
- Pizza, G. (2005) Antropologia medica. Saperi, pratiche e politiche del corpo. Roma: Carocci.
- Romannucci-Ross L, Moerman DE, Tancredi LR. (1991) The Anthropology of Medicine. From Culture to Method. (2nd ed. 1996) New York: Bergin & Garvey.
- Saillant, Francine; Genest, Serge (2005) Anthropologie médicale. Ancrages locaux, défis globaux. Quebec, Les presses de l'Université Laval.
- Saillant, Francine; Genest, Serge (2007) Medical Anthropology. Regional perspectives and shared concerns. Malden, Ma, Blackwell.
- Samson C. (1999) Health Studies. A critical and Cross-Cultural Reader. Oxford, Blackwell.
- Singer, Merrill and Baer, Hans (2007) Introducing Medical Anthropology: A Discipline in Action. Lanham, AltaMira Press.
- Trevathan,W, Smith,EO, McKenna JJ (1999) Evolutionary Medicine: an interpretation in evolutionary perspective. Oxford University Press.
- Trevathan,W, Smith,EO, McKenna J (2007) Evolutionary Medicine and Health: New Perspectives. Oxford University Press.
- Wiley, AS (2008) Medical anthropology: a biocultural approach. University of Southern California .